# Andrenosoma pyrrhopyga
Andrenosoma pyrrhopyga är en tvåvingeart som först beskrevs av Christian Rudolph Wilhelm Wiedemann 1828.  Andrenosoma pyrrhopyga ingår i släktet Andrenosoma och familjen rovflugor. Inga underarter finns listade i Catalogue of Life.